# NGC 4524
NGC 4524 је спирална галаксија у сазвежђу Гавран која се налази на NGC листи објеката дубоког неба.
Деклинација објекта је - 12° 1' 38" а ректасцензија 12h 33m 54,4s. Привидна величина (магнитуда) објекта NGC 4524 износи 13,7 а фотографска магнитуда 14,5. NGC 4524 је још познат и под ознакама MCG -2-32-14, IRAS 12312-1145, PGC 41757.